# Carcelia candidae
Carcelia candidae là một loài ruồi trong họ Tachinidae.